# 泥灘地浪人
泥灘地浪人 是一個由一群熱愛台灣並定居於當地的美國與英國籍人士組成於2002年的街頭樂隊。泥灘地浪人的主要風格源自克難樂隊、藍調民謠、傳統爵士以及搖擺樂，其特色為作品經常脫胎於各種經典樂曲，並以數種自製樂器混合演奏。
「泥灘地」指的是其多數成員的生活地區－臺北盆地。

## 受影響於
賣藥秀傳奇人物蓋斯·卡農、爵士鋼琴大師傑利·羅爾·莫頓和查理·帕頓的三角洲藍調等。

### 旋律取材對象
南島語族、台灣廟宇、那卡西以及吉普賽等族群風格音樂。

## 使用樂器
各種管弦樂器、自創克難樂隊樂器（如哨子、陶罐、洗衣板或洗臉盆）

## 成員

### 現任成員
Tim Hogan、Will Thelin、林道明 (TC Lin)、Cristina Paradise，Zach Paradise, 以及陳思銘 (David Chen)與Conor Prunty

## 合作夥伴
Dana Wylie、林生祥、平安 隆、Nathan James、羅思容等

## 作品

### 專輯
- 《David Chen and the Muddy Basin Ramblers》(2007年)
- 《寶島賣藥秀》(Formosa Medicine Show, 2013年)[15][16][17]
- 《跳舞時代》(The Dance Age, 2016年，以群眾募資方式發行[18])[19][20]
- 《擒虎記》(Hold That Tiger, 2018年)
- 《壺罐樂隊百萬富翁》(Jug Band Millionaire, 2024年)

## 特別經歷
- 擔任密雪兒.夏克特（英语：Michelle Shocked）臺北演出伴奏樂團 (2005年)
- 專輯《寶島賣藥秀》入圍第25屆金曲獎最佳專輯包裝獎 (2014年)
- 專輯《寶島賣藥秀》入圍第57屆葛萊美獎最佳專輯包裝設計 (2015年)[21][22][23][24]
- 專輯《壺罐樂隊百萬富翁》入圍第67屆葛萊美獎最佳唱片包裝 (2025年)

## 獲獎
- 2014 金點設計獎 (專輯《寶島賣藥秀》包裝設計，2014)[25][24]
- 2019 第30屆金曲獎最佳裝幀設計獎 (專輯《擒虎記》，2018)

## 連結
- 官方网站
- 泥灘地浪人的Facebook專頁
- 泥灘地浪人在iNDIEVOX上的專頁
- 泥灘地浪人在THE WALL MUSIC上的專頁
- 泥灘地浪人 （页面存档备份，存于）在Youtube上的頻道
- The Muddy Basin Ramblers泥灘地浪人 / The Formosa Medicine Show寶島賣藥秀 - YouTube （页面存档备份，存于）